# Sandra Lynch
Sandra Lea Lynch, née le 31 juillet 1946 à Oak Park, en Illinois, est une juge américaine. Elle est juge à la Cour d'appel des États-Unis pour le premier circuit, cour d'appel fédérale couvrant certains États de la Nouvelle-Angleterre.
Lorsqu'elle est nommée à ce poste par le président américain Bill Clinton en 1995, elle devient la première femme de l'histoire à siéger à cette cour. Elle a été juge en chef de cette cour d'appel de 2008 à 2015.

## Biographie
Sandra Lea Lynch est née à Oak Park, localité de la banlieue de Chicago, dans l'Illinois. Elle poursuit sa scolarité universitaire au Wellesley College, d'où elle sort diplômée en 1968 d'un B.A, et à la faculté de droit de l'université de Boston, d'où elle sort diplômée en 1971 d'un J.D.. Elle a fait partie de la rédaction de la Boston University Law Review.
Elle commence sa carrière judiciaire comme assistante de justice pour le juge Raymond James Pettine (en) de la cour fédérale de district de l'État de Rhode Island. À l'époque, une femme à ce poste est tellement exceptionnel qu'elle fait l'objet d'un portrait dans le Boston Globe.